# Eduard Grikurov
Eduard Petrovich Grikurov (Tiflis, Imperi Rus, 29 de març (11 d'abril), 1907 - Leningrad, RSFSR, URSS, 13 de desembre 1982), va ser un director d'òpera soviètic. Artista popular de la RSFSR (1957). Guanyador del Premi Stalin, segon grau (1951).

## Biografia
E. P. Grikurov va estudiar piano a Conservatori Estatal de Tiflis amb Ana Tulaixvili, teoria musical i composició amb Mikhaïl Ippolítov-Ivànov i Sarguís Barkhudarian. Va millorar les seves habilitats al Conservatori de Sant Petersburg, on es va graduar el 1933 com a director (classe d'Aleksandr Gauk).
Després d'una col·laboració a curt termini amb l'Orquestra d'instruments populars russos que porta el nom de V.V Andreev, l'any 1937 Grikurov va començar a treballar al Teatre d'Òpera Maly, amb el qual es va vincular posteriorment tota la seva carrera de director. De 1944 a 1969, va exercir com a director en cap d'aquest teatre (amb una pausa el 1956-1960, quan va dirigir l'Orquestra S. M. Kirov LATOB).
Grikurov va ensenyar direcció al Conservatori Estatal de Leningrad que porta el nom de N. A. Rimsky-Korsakov (professor des de 1971); entre els seus estudiants, en particular, Shamgon Kazhgaliev, Alexander Alekseev, Vakhtang Zhordania, Dmitry Kitayenko, D. V. Smirnov.
E. P. Grikurov va morir el 13 de desembre de 1982. Va ser enterrat a Leningrad al cementiri de Bogoslovskoye.

## Obra
S'han realitzat més d'una trentena d'actuacions, entre elles:
- "Falstaff" de Giuseppe Verdi
- "Pagliacci" de Ruggero Leoncavallo
- "El gall d'or" de Nikolai Rimski-Kórsakov
- "Cavalleria rusticana" de Pietro Mascagni
- "Lakmé" de Léo Delibes
- "La Bohème" de Giacomo Puccini
- 1950 — “Guàrdia jove” de Iuli Mèitus
- 1955 - "Guerra i pau" de Serguei Prokófiev
- "L'Amour des trois oranges" de Serguei Prokófiev
- "Virineya" de Serguei Slonimski
- “Antoni i Cleòpatra” de Samuel Barber

El treball de Grikurov en el revival de l'òpera Ledi Màkbet Mtsènskogo Uiezda el 1965 va cridar una atenció especial, com va assenyalar Sofia Khentova:
| « | “La vessant musical està al nivell adequat, sobretot gràcies al treball acurat i subtil d'E. Grikurov. Essencialment, va crear la seva pròpia versió interpretativa de l'òpera. S'han trobat tempos flexibles que corresponen a la dinàmica ràpida de l'acció. <...> L'orquestra, dirigida per Grikurov, és qui, de fet, es va convertir potser en el principal “heroi” de l'actuació. L'orquestra dirigeix, dirigeix l'acció, crea un ambient emocional i captiva els cantants. No hi ha ni un sol toc orquestral que provoqui controvèrsia o objecció.” | » |

## Música de cinema
- "Fill de Mongòlia" (1936)

## Premis i premis
- Artista honorat de la RSFSR (1954)
- Artista popular de la RSFSR (1957)
- Premi Stalin de segon grau (1951) - per la direcció de l'òpera "The Young Guard" de Yu S. Meitus